# Teenage Angst (film)
Pour l’article homonyme, voir Teenage Angst.
Teenage Angst est un film allemand réalisé par Thomas Stuber.

## Synopsis
Dans un collège huppé, quatre internes se sont constitués en clan. Après les cours, ils font le mur, se retrouvent pour boire, jouer, et multiplient les excès. Au fil du temps, leurs jeux deviennent de plus en plus violents. Dyrbusch et Bogatsch s'en prennent notamment au plus faible du groupe, Leibnitz. Celui-ci accepte son rôle de victime pour conserver l'« amitié » de ses bourreaux...

## Fiche technique
- Production : Sinje Gebauer
- Coproduction : M. Reza Bahar
- Réalisation : Thomas Stuber
- Scénario : Holger Jäckle
- Image : Peter Matjasko
- Décorateur de plateau : Florian Kaposi
- Musique : Matthias Klein
- Montage : Philip Thomas
- Genre : drame